# المحجر (الحيمة الخارجية)

تعديل مصدري - تعديل

المحجر هي إحدى قرى عزلة الربع بمديرية الحيمة الخارجية التابعة لمحافظة صنعاء، بلغ تعداد سكانها 333 نسمة حسب تعداد اليمن لعام 2004.